# Dactylella atractoides
Dactylella atractoides är en svampart som beskrevs av Drechsler 1943. Dactylella atractoides ingår i släktet Dactylella och familjen vaxskålar.   Inga underarter finns listade i Catalogue of Life.